# Fangchengbao Tai 3

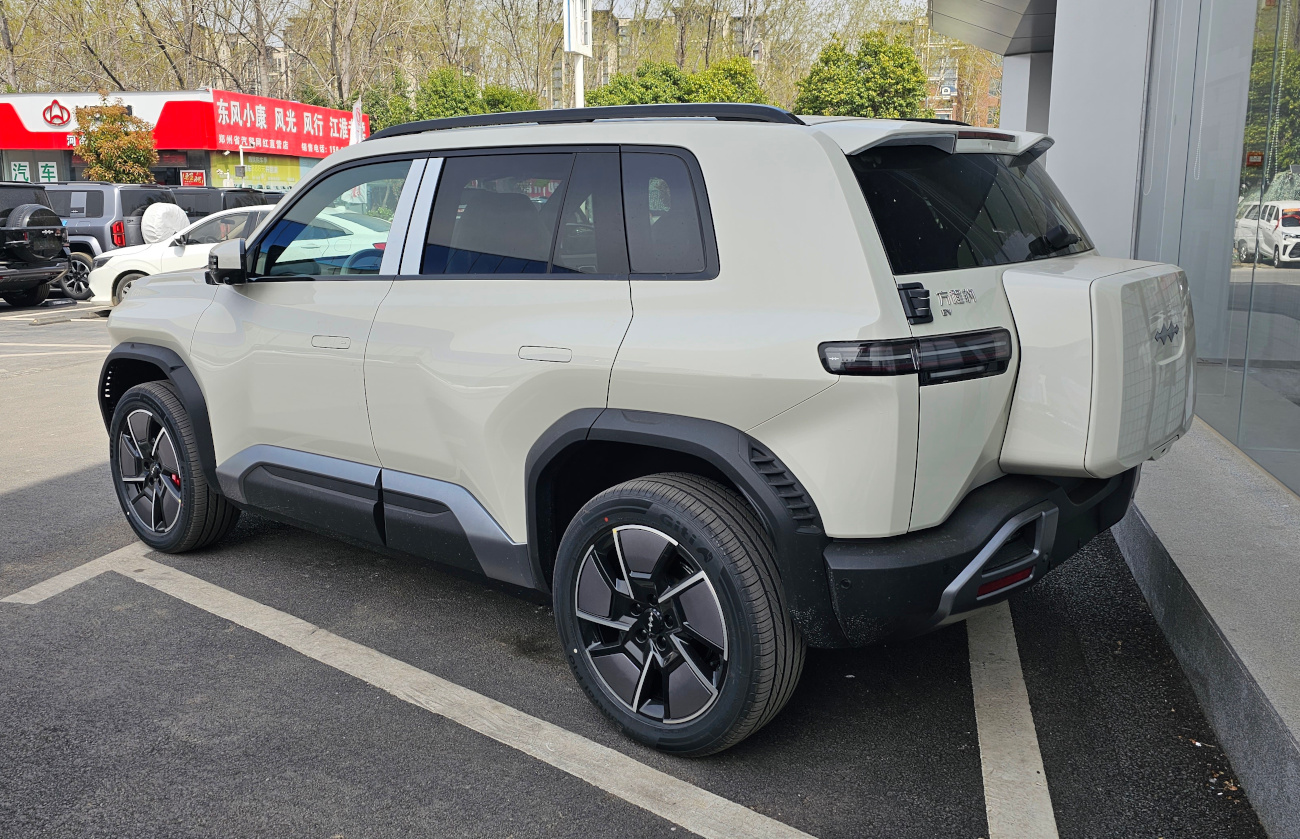

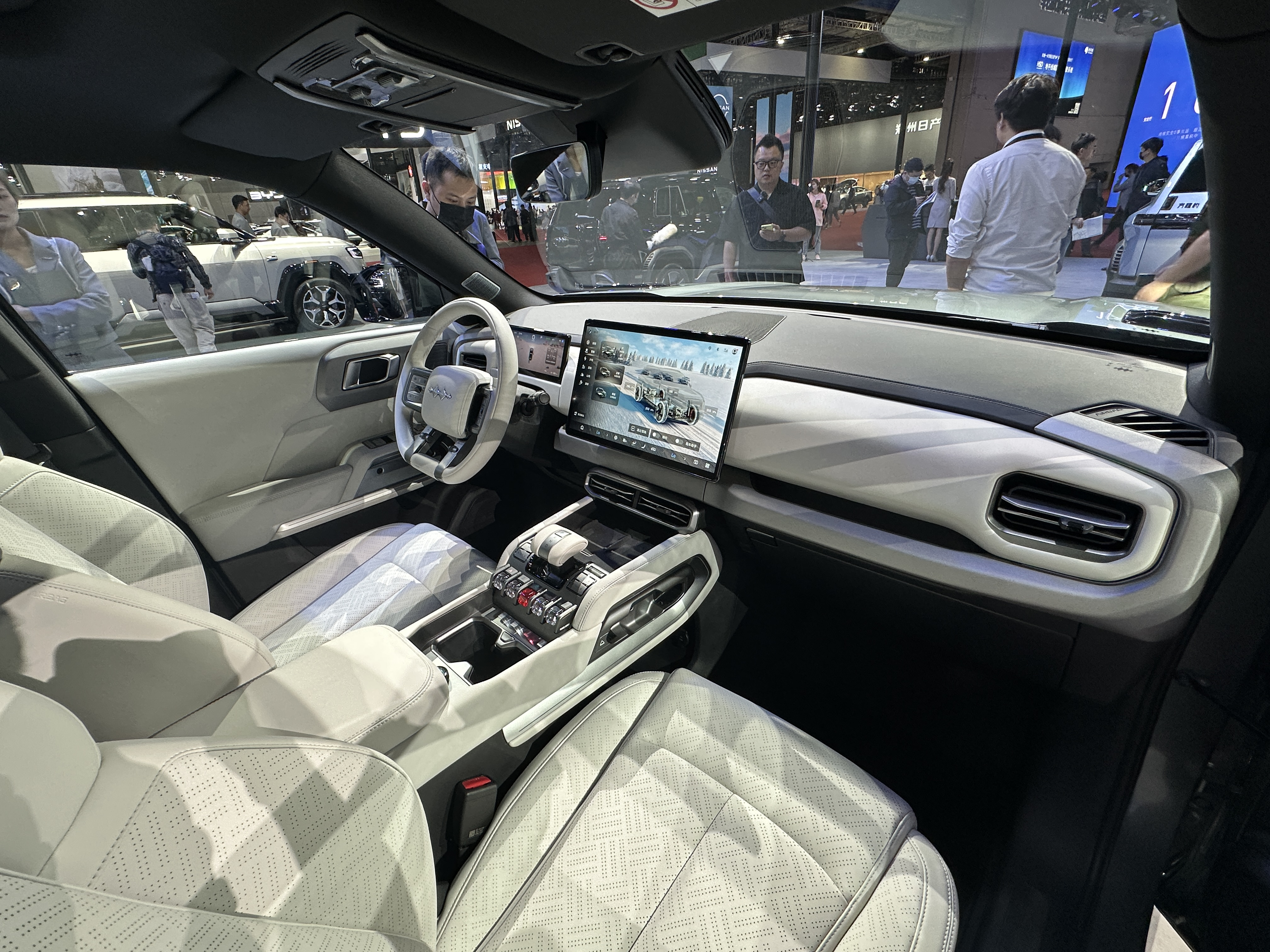

Fangchengbao Tai 3 (кит.: 方程豹 钛3) — це компактний електричний кросовер-позашляховик, що виробляється BYD Auto під брендом Fangchengbao. Вперше анонсована у 2024 році, модель надійшла у продаж у квітні 2025 року. Це перший акумуляторний електромобіль від Fangchengbao та перша модель з лінійки продуктів «Tai» (кит.: 钛; переклад «Титан») бренду, оскільки попередні моделі бренду були гібридними автомобілями з підзарядкою від мережі з лінійки «Bao» (кит. кит.: 豹; переклад «Леопард»).

## Модифікації
Двигуни
- один двигун 160 kW (218 к.с.) (RWD)
- два двигуни 310 kW (421 к.с.) (4WD)

Батареї
- 65.28 kWh BYD Blade LFP
- 72.96 kWh BYD Blade LFP
- 78.72 kWh BYD Blade LFP